# Yi’an
Yi’an (chiń. upr. 义安区; chiń. trad. 義安區; pinyin Yì’ān Qū) – dzielnica miasta Tongling w prowincji Anhui we wschodniej części Chińskiej Republiki Ludowej. Liczba mieszkańców dzielnicy, w 2018 roku wynosiła 269 000. Dzielnica powstała, po zmianach administracyjnych w październiku 2015, na terenie ówczesnego powiatu Tongling. 